# Office lady
Il termine office lady, spesso abbreviato in OL (giapponese: オーエル Ōeru), indica in giapponese una particolare tipologia di lavoratrici.

## Definizione
Con il termine Office lady si designa in Giappone una impiegata nel settore terziario di sesso femminile non sposata. Analogamente a quanto accade per molti individui non sposati nei Paesi avanzati, le office ladies vivono con i propri genitori sin oltre le soglie dell'età adulta. Le office ladies ricoprono perlopiù incarichi full time con contratti indeterminati, sebbene di rado abbiano effettive possibilità di avanzamento di grado nella loro carriera; a ciò si aggiunge l'obbligo implicito di lasciare il lavoro al momento del matrimonio, al fine di non gravare l'impresa di oneri sociali e previdenziali.
Il termine OL trova applicazione anche ad Hong Kong a causa della forte influenza culturale del Giappone.

## Storia
L'origine delle office ladies si colloca a partire dal secondo dopoguerra, allorquando l'attività del terziario cominciò a svilupparsi in maniera impetuosa. Originariamente erano conosciute come "BGs" (dove B stava per business e G per girl), ma in seguito il termine venne modificato per evitare fraintendimenti con l'analoga espressione inglese B-girls (Bar girls), indicante le prostitute. Josei Jishin, un giornale femminile, indisse una competizione per trovare un nome più adatto. OL fu scelto nel 1963.
Negli anni ottanta il ruolo di OL era il lavoro più comune presso le donne giapponesi, impiegando circa un terzo della forza lavoro femminile.

## Le OL nei media
Rappresentazioni stereotipate delle office ladies sono presenti nei josei manga e negli anime, venendo raffigurate come persone attraenti, intelligenti e malinconiche, annoiate dal loro lavoro e soggette a pressioni da parte delle loro famiglie; in genere costrette a fronteggiare difficoltà di natura psicologica.
- La serie Shomuni ha dato origine a manga, serie televisive e film sulle office ladies.
- La serie anime e manga Oruchuban Ebichu, annovera tra i suoi personaggi una office lady chiamata OL.
- I personaggi guerrieri Linna Yamazaki (Bubblegum Crisis Tokyo 2040), Arisa e Kyouko (All Purpose Cultural Cat Girl Nuku Nuku) sono impiegate come office ladies.
- Numerosi personaggi principali di OL Shinkaron sono office ladies.
- In Re: Cutie Honey, Honey utilizza il suo posto di OL per scomparire dal lavoro senza essere notata.
- Line Offline Salaryman conta tra i protagonisti alcune office lady dalle sembianze zoomorfe
- Il manga ed anime Fujoshi no Hinkaku vuole essere una guida umoristica per tutte le donne d'ufficio con interesse nello yaoi
- Il manga di Moyoco Anno Questo non è il mio corpo tratta della difficile vita di Noko, una OL, e del disturbo alimentare che la affligge, dovuto in parte anche allo stress lavorativo e al mobbing cui è sottoposta
- Il manga Wakako zake ha per protagonista la ventiseienne OL Wakako, buongustaia i cui pasti e le riflessioni sul cibo vengono narrati nell'opera.
- Pioggia di ricordi, film del 1991 diretto da Isao Takahata, segue le vicende di una office lady.